# Орден Таковског крста
Орден Таковског крста је одликовање које је додељивала Кнежевина, а касније и Краљевина Србија. Реч је о првом домаћем ордену.

## Историја
Орден је добио име по Такову, месту где је почео Други српски устанак. Ово одликовање се налази таковском Музеју Другог српског устанка у оквиру збирке која се састоји од мноштва других ордена, медаља и споменица из разних периода које посетиоци могу да погледају. На пример, од експоната изложени су Орден Таковског крста III реда, Орден Таковског крста IV реда (власништво Небојше Смиљанића из Такова) и Спомен медаља 50-годишњице Другог српског устанка (власништво Михаила Јовичића из Горњег Милановца).
Поводом прославе 50 година од ослобођења Србије од Турака, кнез Михаило Обреновић је 1865. године у знак сећања на кнеза Милоша и устанике живим учесницима борбе за ослобођење доделио златни спомен-крст. Дати спомен-крст је имао изглед данашњег Ордена Таковског крста, иако тада није носио данашње име.
Кнез Милан Обреновић је при избијању Српско-турског рата 1876. године установио одликовање за „заслуге против непријатеља” које је имало изглед поменутог спомен-крста из 1865. Дана 15. фебруара 1878. године извршена је реорганизација ордена по степену. Пре реорганизације ордена од стране краља Милана који уводи пет степена ордена по узору на француску Легију части, Орден таковског крста је имао два реда. Приликом коначног успостављања одликовања 12. јула 1878. именовано је у Орден Таковског крста у два степена. Степени ордена су се састојали од златног и сребрног крста.
У хијерархији ордења Србије после 1883. је био на другом месту, после 1889. на трећем и после 1898. на четвртом месту.
Овај орден је добио значајан број знаменитих личности из српске и европске историје.

### Топос Таковског крста
Први орден Кнежевине Србије, Орден таковског крста, је именован по и црпео свој симболизам из топоса (метафоре) Таковског крста слободе и, како истиче историчар уметности Мирослав Тимотијевић, био само један од примера примене сложенијег и ширег значења овог симбола. Сам топос Таковског крста слободе је, уз топос Таковског јунака, Таковског сунца слободе, Таковског барјака и Таковског светог дрвета, као низ општих симболичних елемената којима је дато конкретно значење чинио Таковски меморијски топос — меморијски топос уведен у званичну репрезентативну културу Кнежевине Србије са циљем очувања сећања на Сабор у Такову на Цвети 1813. године, али и инструментализацију у оквиру актуелних потреба. Како истиче Тимотијевић, сваки од ових симбола је имао своје опште претходно значење, засновано на симболичном поимању хероја, сунца, заставе, светог дрвета и часног крста, али су они, у оквиру таковског меморијског топоса, добили ново и специфично значење које није нестајало приликом њихове самосталне употребе. Култ Таковског устанка је, како истиче историчар уметности Ненад Макуљевић, осим афирмације од стране државне власти уједно имао и династички карактер и служио за пропаганду династије Обреновић. Док је друга српска владајућа династија, Карађорђевићи, била окренута Првом српском устанку, Карађорђу и његовим саборцима, култ Таковског устанка је, као сегмент династичке прошлости Обреновића приказиван као пресудни догађај нације, и служио као део пропаганде ове националне династије.
Како истиче Тимотијевић, изворни историографски топос, формулисан у делима Вука Стефановића Караџића и Леополда Ранкеа, не помиње учешће свештеника у догађајима испред таковске цркве, нити ритуал благосиљања барјака и устаника. Овај истраживач истиче да се овај мотив појављује у потоњим митским меморијским топосима, где се сабору у Такову даје све наглашеније сакрализовано тумачење. Пратећи писане и визуалне изворе, наводи да како је време одмицало, овакво виђење је попримало све већи значај. Порастом значаја мотива се разрађује и његова симболична ритуална структура, а таковског свештеника Јанка Витомировића замењује хаџи Мелентије Павловић, архимандрит манастира Враћевшнице, каснији београдски митрополит.
Према овом, потоњем предању, одлука о подизању устанка је донета у ноћи у очи народног збора у Такову, на Цвети 1815. године, у манастиру Враћевшници. Према предању игуман манастира Мелентије Павловић је у манастиру одслужио ноћну литургију, те причестио Милоша Обреновића и устанике. Одатле су у зору отишли кроз планину у Таково где их је народ чекао пред црквом и столетним грмом, где је објављено подизање устанка. Према Тимотијевићу, структура предања показује да је оно настало у крилу цркве, највероватније у манастиру Враћевшница, где је и забележено.
Метафора о хаџи Мелентију Павловићу као оличењу свештеника-устаника уобличава се, наводи Тимотијевић, већ на почетку прве владавине династије Обреновић, а истовремено добија и визуелну представу. Иначе, стереотип о свештенику-ратнику на који се овај наслањао се уобличавао претходно у Карловачкој митрополији током првих деценија 18. века, те постаје опште место у идеолошкој репрезентацији слике устаничких свештеника Кнежевине Србије. Утицајан пример су представе Проте Матеје Ненадовића. Две визуелне представе, портрета, архимандрита Павловића су била похрањена у Враћевшници, али су оба страдала у пожару и њихово постојање је забележено посредно. Аутор првог портрета је сликар Георгије Лацковић, који је 1817. године прешао из Земуна у Србију и исте године насликао портрет. Пожаром дело је уништено, али је остало познато по копији коју је начинио Георгије Бакаловић 1839. године. На портрету, иначе једном од првих познатих портрета у ослобођеној Србији, Павловић је приказан као архимандрит, а према сведочењу Јоакима Вујића објављеном у његовој књизи „Путешествије по Сербији”, на полеђини слике се налазио натпис: „Мелетије Павловић, архимандрит враћевшчански, народољубац, трудни спутник, духовник, саветник, храбри војник, неуморан у раду, који претрпе ради општег благостања народа српског; сликан је у 41. години старости, 1817. године маја 20. -Гергије Лацковић, живописац”. Споменута Бакаловићева копија овог дела је већ у 19. веку доспела у Народни музеј у Београду, а данас је изложена у сталној поставци Историјског музеја Србије посвећеној Првом и Другом српском устанку у Конаку кнеза Милоша на Топчидеру. Други портрет Павловића, чије време настанка није познато, је познат по цртежу Феликса Каница док је он боравио у Враћевшници 1860. године, а објављеног у његовој књизи „Königreich Serbien I”. Каницов цртеж приказује Павловића како у уздигнутим рукама држи крст и сабљу. Како истиче Тимотијевић, оваква представа се у основи косила са црквеним одредбама тог времена које су забрањивале свештенству оба реда да носи оружје. Овај истраживач наводи да је појава овако формулисаног портрета одраз свештениковог борбеног верског патриотизма из времена Устанка, свесно пропагираног већ у Вујићевом „Путешествију по Сербији”. У познијим изворима, Тимотијевић наводи, је опис Јосифа Веселића пар деценија након Вујића, који описујући знаменитости манастира Враћевшнице наводи и архимандритове меморабилије, посебно истичући оружје: сабљу, пушку и кесу за барут. После Веселића, Фаликс Каниц у првом издању своје књиге о Србији наводи да је Павловић крстом и мачем благосиљао устанике у Такову. Према мишљењу Тимотијевића, Каниц је ово предање чуо у Враћевшници, од монаха, међу којима је оно и однеговано. Предање је потом постало општеприхваћено и било повод за слично приказивање архимандритовог лика на литографији Таковског устанка Винценца Кацлера, а потом и на слици „Таковски устанак” Паје Јовановића. Како истиче истраживач, увођење хаџи Мелентија Павловића у први план ове патриотске иконе, одмах поред главног хероја - Милоша Обреновића, указује на ритуал благосиљања устаника и заставе, али и на општеприхваћено повезивање институција цркве и државе у већини патриотских религија.
Попут Милоша Обреновића, историјска личност као хаџи Мелентије Павловић у званичној репрезентативној култури Кнежевине и потоње Краљевине Србије постаје фигура на коју се пројектују важни идеолошки садржаји. Још док је активно учествовао у устаничким борбама о њему је, за живота, формиран култ патриотског свештеника са крстом у једној и оружјем у другој руци, о чему сведоче и споменути портрети. Након завршетка Устанка, Павловић је припадао елитном кругу људи око кнеза Милоша Обреновића, а 1831. године постаје први Србин на челу Београдске митрополије након дугог низа грчких фанариотских јерарха. Доследно овоме, постао је отелотворење почетка српске верске обнове и својим патриотским деловањем заслужује да стане уз бок кнеза Милоша Обреновића.
- Устанак таковски год. 1815, Винценц Кацлер, литографија, 1882. год.
- Таковски устанак, Павле Јовановић, 1898. година.

Павловић је преминуо у Београду 8. јуна 1833. године, а три године доцније његови земни остаци су пренети са гробља у стару Саборну цркву где је сахрањен. У време рушења старе Саборне цркве, његови остаци су пренети у манастир Враћевшницу 27. марта 1837. године. Пренос је организовала кнегиња Љубица, а сахрањен је у гробницу изграђену о трошку кнеза Милоша. Око хаџи Мелентијевог гроба је убрзо уобличена својеврсна национална меморија. У ризници манастира су чуване његове бројне меморабилије, а међу њима крст којим је, по предању, благосиљао таковске устанике и таковски барјак. Овај крст је и данас изложен у сталној поставци манастирске ризнице и носи назив „Таковски крст”. Према опису истраживача Ане Боловић, сачувани крст представља горњи део ручног крста коме недостаје стопа; могуће је реч о ставротеци. Крст је урађен у дуборезу окованом у позлаћени сребрни оков. Боловић наводи да дуборезни део крста садржи представу Распећа Христовог у свом централном делу. Са обе стране крста налази се по 18 инкрустрираних полудрагих каменчића. Кракови крста су се завршавали украсом у облику цвета са каменом у средини. Остала су само два. Дршка има два модуса. Димензије крста у садашњем стању су: висина 16, ширина 9, дебљина 2,5 центиметара.
Пратећи изворе, Тимотијевић наводи да у опису архимандритових меморабилија који је сачинио Јосиф Веселић 1862. године, а објавио у својој књизи о српским манастирима 1867, док наводи постојање скупоцене архијерејске одежде коју је 1833. године за Павловића наручила књегиња Љубица, не помиње горе описани крст као ни присуство Павловића на сабору у Такову. У следећем извору, чланку насловљеном „Манастири у Србији” објављеном 1867. године у „Гласнику Српског ученог друштва” Милан Ђ. Милићевић први пут спомиње ову реликвију, наводећи: „Многе ствари његове налазе се и сада овде. Међу њима је и крст, који је носио кад је на Љубићу у добош ударао а тако и пушка и паласке његове. Сам пак обод од добоша храни се у народном музеју у Београду.” Према Тимотијевићевом мишљењу, пошто се таковски крст хаџи Мелентија не спомиње у попису покретних и непокретних ствари манастира насталом 1874/5. године, предање је уобличено у последњој четвртини 19. века. Како истиче овај истраживач, предање о хаџи Мелентијевом таковском крсту у наредном периоду постаје све популарније и временом израста у важну српску патриотску реликвију.
- „Таковски крст” и архијерејска одежда Мелентија Павловића, ризница манастира Враћевшница;[25] [2021. година];
- Манастир Враћевшница, 2019. година;

Сликар Паја Јовановић у припреми за израду своје композиције „Таковски устанак” одлази у Таково, а потом у Враћевшницу, 1894. године и то са циљем да види хаџи Мелентијев крст, који је касније приказао на слици. Тимотијевић наводи да се предање о хаџи Мелентијевом крсту из враћевшничке ризнице даље временом усложњава и доводи у везу и са битком на Љубићу. У часопису „Србобран” од 1900. године је објављен прилог о манастиру Враћевшници где се наводи да је то златан крст који је архимандрит носио „кад је на Љубићу ударао о добош против Турака”. У званичној култури српске престонице је уобличено сећање на хаџи Мелентија као устаничког свештеника. Као споменуто, према сведочењу Милана Ђ. Милићевића, испод архимандритовог портрета у Народном музеју је био постављен и обод добоша којим је он заменио епитрахиљ у познатој бици на Љубићу код Чачка. Добош је иначе сачуван и данас се налази у Историјском музеју Србије. Саму пресудну епизоду битке на Љубићу описује већ Вук Стефановић Караџић, а Милићевић у „Поменику знаменитих људи” наводи следеће:
| „ | Доцније, Мелентије Павловић био је друг Кнезу Милошу у свим важнијим пословима његовим. Он је био овај Мелентије архимандрит, што је на Љубићу 1815, онако славно заменио петрахиљ добошем, и Бог му је баш ту службу примио, и Србију, толико вољену и тако брањену, очински благословио! | ” |

У ликовној уметности фигура хаџи Мелентија са добошем у рукама је изражена кроз репрезентативни архијерејски портрет који се данас чува у патријарховим просторијама у Патријаршији Српске православне цркве у Београду. Такође постоји и скулпторска обрада ове фигуре, дело вајара Ђорђа Јовановића, настала 1944. године, а такође се налази у Патријаршији у Београду.

Метафора о таковском крсту, како истиче Тимотијевић, слично попут метафоре о таковском барјаку, у окриљу верског патриотизма је добила много шире значење, а везано за идеју борбе за ослобођење. Тако крилатица „За крст часни и слободу златну”, која тумачи крст као непобедиво хришћанско оружје, је била мото устаничких борби, а након завршетка истих постаје честа у симболичној политици Кнежевине и Краљевине Србије. Тимотијевић истиче као један од примера национализовану патриотску проповед на Српске Цвети, где је између осталог речено: „Само велики и светао дух нашега јуначкога народа — та свесна и морална моћ његова — сачувала му је народну и државну мисао, која га је и покренула да ‘за крст часни и слободу златну’ уђе у неравну борбу против мрака и назатка. Заиста у Историји Света редак, ако не и изузетан пример!” Овај истраживач идејне основе тумачења таковског крста као непобедивог хришћанског оружја лоцира у старом историјском обрасцу уобличеном у идеологији првог хришћанског владара, Константина Великог, а онда директно пројектованог на кнеза Милоша Обреновића као Другог тј. Новог Константина. Најдоследније ово је формулисано у беседи београдског митрополита Михаила Јовановића на Цвети 27. марта 1860. године, на освећењу престоничке војне цркве Вазнесења Господњег, а објављене у „Србским новинама”, у којој он гради слику о крсту као непобедивом хришћанском оружју Константина Великог, да би одмах затим истакнуо пример Милоша Обреновића као Новог Константина:
| „ | А чим је и цар Константин победио своје безбројне непријатеље? Није ли му помогла сила креста Христовог и молитве Христијана? Глас божији, који му је указао на чудниј крст Христов са речима: овим побеђавај, и његови полкови носећи са собом заставе христијанске савладаше непријатеље царске и утврдише на земљи веру и цркву Христову. Од примера из опште христијанске историје, обратимо пажњу на нашу отачествену историју. Ко незна, шта је благословило и крунисало успехом дело народа и Господара нашега започето у 1815. години. Није ли сила благочестија улила у срца подјармљеног народа силу храбре одважности одупирати се непријатељима? При таковачкој цркви, принесавши Богу молитвену жртву, са крстом започето је дело ослобођења и спасеније оточества изнемогавајућег од непријатељског притиска... и — Господ Бог благослови дело, које је започето овако с тврдом вером у њега. | ” |

Према Тимотијевићу, у симболичној политици званичне репрезентативне културе Кнежевине и Краљевине Србије за време владавине династије Обреновића, сваки од крстова којим се благосиља војска и војни барјаци подразумевао је у основама симболизам таковског крста слободе. Како истиче овај историчар уметности:
| „ | У симболичној политици званичне репрезентативне културе за време владавине династије Обреновић, сваки од крстова којим се благосиља војска и војни барјаци подразумевао је у основама симболизам таковског крста слободе. На ту идеју симболично се ослања и институција војног свештенства. Ритуал благосиљања војске и војних барјака био је истоветан чину који је хаџи Мелентије Павловић наводно обавио на Цвети у Такову. Углед службе војног свештеника у Кнежевини, односно Краљевини Србији најјасније се огледа у одлуци владе да се упокојени београдски митрополит Михаило Јовановић званично сахрани са војним почастима, будући да је у младости био војни свештеник. Тиме се сахрана највишег црквеног достојанственика Краљевине Србије претвара у званични државни политички спектакл, у коме се у први план истиче верски патриотизам и идеја о таковском крсту као његовом основном симболу. Наглашавањем војног свештеничког деловања упокојеног митрополита гради се метафорична слика о њему као другом Мелентију Павловићу, првом српском архијереју на челу Београдске митрополије. Идеја борбе за „крст часни и слободу златну” дала је основа да се крст постављен на гробове војника палих у борбама за отаџбину сагледава у светлости симболизма таковског крста слободе. | ” |

Као репрезентативан пример коришћења симболизма таковског крста слободе у новом друштвеном и политичком контексту Тимотијевић наводи чланак насловљен „Објава српскога рата против Турске”, објављен у новосадском илустрованом часопису „Орао” 1877. године, у коме се преноси свечана објава рата Србије Османском царству јуна претходне, 1876. године у Београду, одлазак кнеза Милана у Делиград на фронт, те званични „Проглас о објављивању рата”. Чланак се завршава великом илустрацијом, преко целе странице, на којој је приказан свештеник који у уздигнутим рукама држи сабљу и крст, иза кога је стоји војник са уздигнутом заставом у левој и исуканом сабљом у десној руци. Свештеник и војник стоје на узвишењу иза којег је старо и пролистало дебло, а око њих су окупљени српски и црногорски војници, који исуканим оружјем поздрављају свештеникову беседу. Испод цртежа је исписана крилатица „За крст часни и слободу златну”.

У анализи овог цртежа, овај историчар уметности наводи да се његова формална структура очигледно ослањала на старије узоре однеговане у популарној литератури, проминентно у историјској приповеци „Пастир краљ или Ослобођење Србије” Косте Барунчића. Но, у новим друштвеним околностима, овај преузети стереотип је представљао полазну основу за приказивање нове, актуелне представе, у којој је у први план истакнут устаник-свештеник, док је барјактар у другом плану, чиме је метафора таковског крста слободе стављена у први, а метафора таковског барјака у други план. Како истиче Тимотијевић, разлози за овакву инверзију су управо у новом политичком тренутку. Наиме, рат против Османског царства су истовремено објавиле Србија и Црна Гора. Истицање таковског барјака у први план је било непогодно, јер би се тиме нагласила српска хегемонија у деликатном политичком тренутку. Уместо тога истицањем свештеника-устаника у први план је истакнут заједнички православни супстрат, јер је борба за православну веру идеолошки обједињавало и Србију и Црну Гору, односно политику кнеза Милана и књаза Николе. Кнез Милан у „Прогласу” на више места наводи да се у рат креће у име Бога, а завршава га речима свеопштег окупљања око православне вере: 
| „ | Браћо! Пун поуздања у ваше родољубиве и ваше војничке врлине, Ја ћу с вама и пред вама, а с нама ће наша браћа Црногорци, под својим витешким вођом Мојим братом књазом Николом, с нама ће наши дични јунаци Херцеговци и наши многоискушени паћеници Босански. Наша вредна браћа Бугари чекају на нас, а од слободоумља поноситих Грка можемо очекивати, да неће иза нас дуго заостати ти славни потомци Темистокла и Бочариса. | ” |

Све наведено је погодовало уобличавању представе на којој је главни јунак устаник-свештеник. Такође, у ликовној представи су уважени и Црногорци, јер је барјактар одевен у црногорско народно одело. У наставку текста, након илустрације, је описано објављивање рата на Цетињу дат говор кнеза Николе упућен Црногорцима.

## Степени
Орден Таковског крста је био организован у пет степена и две категорије – војни и цивилни.
| Велики крст 1. степен             | Велики официр 2. степен | Командир 3. степен | Официр 4. степен | Кавалир 5. степен |
| --------------------------------- | ----------------------- | ------------------ | ---------------- | ----------------- |
|                                   |                         |                    |                  |                   |
|                                   |                         |                    |                  |                   |
| Орден Таковског крста са мачевима |                         |                    |                  |                   |
| Велики крст 1. степен             | Велики официр 2. степен | Командир 3. степен | Официр 4. степен | Кавалир 5. степен |
|                                   |                         |                    |                  |                   |
|                                   |                         |                    |                  |                   |

## Опис
Знак ордена је осмокраки, бело емајлирани и златом уоквирен малтешки крст, на чијих се осам шпицева налазе златне кугле. Између четири крака Малтешког крста се виде златни краци Андрејиног крста.
Изнад декорације је златна круна на којој је причвршћен прстен за траку. На округлом средњем штиту, окруженом ловоровим венцима, на црвено емајлираној подлози је златан испреплетани монограм краља – М. О. (Милан Обреновић). Изнад монограма је круна изнад које је плаво емајлирани рајф у облику траке, на којем је на српском језику исписан мото ордена – „За веру, књаза и отечество”.
Полеђина ордена је у потпуности равна и златна. На средњем штиту је златан српски грб.
Краљ је био Велики мајстор ордена, док су краљица као и престолонаследник носили Велики крст.
Након закона о ордењу из 1883. године Орден Таковског крста је само додељиван за војне заслуге.
Када је 1903. године династија Карађорђевић сменила Обреновиће, краљ Петар I Карађорђевић угасио је овај орден.

### Опис траке
Трака је црвена са белом и плавом штрафтом са обе стране траке.
Велики крстови су носили орден на ленти преко рамена, велики официри и команданти око врата, док су витезови орден носили на прсима. Два највиша степена ордена су поред орден-крста носили и орден-звезду на прсима.

### Елементи ордена
- Грб Кнежевине Србије
- Малтешки крст
- Андрејин крст

### Књиге, поглавља и каталози
- Анастас Јовановић први српски фотограф / [концепција и поставка изложбе Радмила Антић, Гордана Харашић ; фотографска обрада оригиналног материјала Миодраг Ђорђевић, Душанка Миљковић ; превод на француски Матилда Станојевић, Добрила Стошић]. Београд: Београд : Галерија Српске академије наука и уметности, (Београд : Привредни преглед; Школа за индустријско обликовање; Космос; Култура). 1977.  3418119  94938380
- Ацовић, Драгомир М. (2008). Хералдика и Срби. Београд: Завод за уџбенике. ISBN 978-86-17-15093-6.  152135692  152135692
- Ацовић, Драгомир (2013). Слава и част: одликовања међу Србима: Срби међу одликовањима. Београд: Службени гласник. ISBN 978-86-519-1750-2.  200069388  200069388
- Ацовић, Драгомир (2019). Шест векова одликовања међу Србима. Београд: Политика, (Београд : Политика).  279618316
- Барнучић, Коста (1879). Пастир краљ или Ослобођење Србије : историјска приповетка. У Митровици: К. Трумић.  43399687
- Бојковић, Слађана (2013). „Заоставштина Обреновића у Историјском музеју Србије”. у Обреновићи у музејским и другим збиркама Србије. 1 / [уредници Александар Марушић, Ана Боловић] (PDF). Горњи Милановац: Музеј рудничко-таковског краја, (Земун : Biro Graf). стр. 11—187.  212125964  15991561
- Бојовић, Радивоје (2014). „Владарски дом Обреновића у збиркама Народног музеја у Чачку”. у Обреновићи у музејским и другим збиркама Србије. 2 / [уредници Александар Марушић, Ана Боловић] (PDF). Горњи Милановац: Музеј рудничко-таковског краја, (Београд : Cicero). стр. 207—249.  212125964  15991561
- Бојовић, Радивоје (2006). Војвода Степа Степановић : 1856-1929 : каталог изложбе (PDF). Чачак: Народни музеј, (Чачак : Графички центар). ISBN 86-84067-07-X.  129040652
- Боловић, Ана (2014). „Манастир Враћевшница, чувар заоставштине ктитора и приложника – Обреновића”. у Обреновићи у музејским и другим збиркама Србије. 2 / [уредници Александар Марушић, Ана Боловић] (PDF). Горњи Милановац: Музеј рудничко-таковског краја, (Београд : Cicero). стр. 307—338.  212125964  15991561
- Борозан, Игор (2013). Слика и моћ : представа владара у српској визуелној култури 19. и почетком 20. века : докторска дисертација. Београд: [И. Борозан]. ISBN 978-86-17-15093-6.  45045007
- Борозан, Игор (2017). „Анастас Јовановић и визуелна репрезентација династије Обреновић”. у Идентитети и медији : уметност Анастаса Јовановића и његово доба / [аутори Тијана Борић ... [и др.] ; главни уредник Татјана Корићанац ; уредници Игор Борозан, Данијела Ванушић ; превод на енглески Бранка Вранешевић ; именски регистар Исидора Савић]. Београд: Музеј града Београда ; Нови Сад : Матица српска, (Земун : Бирограф). стр. 69—89. ISBN 978-86-6433-014-5.  529080983  248222988
- Васић, Павле Ч. (1962). Живот и дело Анастаса Јовановића првог српског литографа. Београд: Народна књига, (Београд : Култура).  16418311
- Васић Делимановић, Јелена (2015). „Новац и одликовања из времена династије Обреновић у Збирци за новац и медаље Музеја града Београда”. у Обреновићи у музејским и другим збиркама Србије и Европе. 3 / [уредници Александар Марушић, Ана Боловић] (PDF). Горњи Милановац: Музеј рудничко-таковског краја, (Београд : Службени гласник). стр. 155—186.  220541708
- Вуковић, Сава (1996). Српски јерарси : од деветог до двадесетог века. Београд: Евро ; Подгорица : Унирекс ; Крагујевац : Каленић, (Нови Сад : Будућност).  49118476
- Gaj-Popović, Dobrila; Subotić, Irina (1981). Medalje i plakete : Medalje i plakete iz zbirke Narodnog muzeja i dela savremenih skulptora. Beograd: Narodni muzej : Srpsko numizmatičko društvo, ([Beograd] : "Slobodan Jović").  3151879
- Gritzner, Maximilian (1893). Handbuch der Ritter- und Verdienstorden aller Kulturstaaten der Welt. Leipzig. ISBN 978-3-8262-0705-1.
- Грујић, Вера Б. (2015). „Вајани портрети чланова породице Обреновић из збирке Народног музеја у Београду”. у Обреновићи у музејским и другим збиркама Србије и Европе. 3 / [уредници Александар Марушић, Ана Боловић] (PDF). Горњи Милановац: Музеј рудничко-таковског краја, (Београд : Службени гласник). стр. 129—140.  220541708
- Грујић, Вера Б. (2017). Збирка југословенске скулптуре Народног музеја у Београду. Београд: Народни музеј, (Београд : Публикум).  252865548
- Димитријевић, Вукадин (1998). Одликовања и војне ознаке Србије и Југославије. Ниш: Удружење грађана "Стари Ниш" : Нумизматичко друштво "Медијана" : Клуб војске Југославије, (Ниш : Просвета).  141659655
- Закони и уредбе о орденима и медаљама : са свима изменама и допунама од 1883-1935. г. / прикупио и средио Драгољуб В. Јеремић. Београд: Канцеларија краљевских ордена, (Београд : "Ђура Јакшић"). 1935.  87903495
- Идентитети и медији : уметност Анастаса Јовановића и његово доба / [аутори Тијана Борић ... [и др.] ; главни уредник Татјана Корићанац ; уредници Игор Борозан, Данијела Ванушић ; превод на енглески Бранка Вранешевић ; именски регистар Исидора Савић]. Београд: Музеј града Београда ; Нови Сад : Матица српска, 2017 (Земун : Бирограф). 2017.  248222988
- Јовановић, Миодраг (2005). Ђока Јовановић : [1861-1953]. Нови Сад: Галерија Матице српске, (Нови Сад : Будућност).  207371271
- Јовановић, Миодраг (2008). Вајар Ђока Јовановић : (1861-1953). Београд: САНУ, (Београд : Публикум).  150086156
- Kanitz, Felix (1904). Das Königreich Serbien und das Serbenvolk : von der Römerzeit bis zur Gegenwart. Band 1, Land und Bevölkerung (на језику: немачки). Leipzig: Verlag von Bernh. Meyer.  521329252  23578887  1024008421
- Каниц, Феликс (1985). Србија, земља и становништво : од римског доба до краја XIX века. Књ. 1. Београд: Српска књижевна задруга : Рад.  38922508
- Кривошејев, Владимир (2004). Муселимов конак : водич и каталог музејских поставки Сеча кнезова и Ваљевска нахија и Ваљевци у Првом и Другом српском устанку. Ваљево: Народни музеј "Ваљево", (Ваљево : Ваљево принт).  116028684  113058828
- Лазаревић, Петар (1929). „Таковски крст” (PDF). у Народна енциклопедија српско-хрватско-словеначка. Књ. 4, С - Ш (PDF). Загреб: Библиографски завод, (Загреб : Народне новине). стр. 512—513.  50676231  48381447
- Макуљевић, Ненад (2006). Уметност и национална идеја у XIX веку : систем европске и српске визуелне културе у служби нације. Београд: Завод за уџбенике и наставна средства, (Нови Сад : Будућност). ISBN 86-17-13563-8.  132448524
- Маленић, Миливој Ј. (1901). После четрдесет година : у спомен св. андрејске велике Народне скупштине. Београд: Државна штампарија Краљевине Србије.  41839367  1028749239
- Мандић, Ирена; Марушић, Александар (2011). Ђенерал Божидар П. Терзић : 1867-1939 : каталог изложбе (PDF). Горњи Милановац: Музеј рудничко-таковског краја ; Београд : Музеј града Београда, (Чачак : Светлост).  522282077  181467660
- Марић Јеринић, Марија (2015). „Обреновићи – једна историја у металу из Збирке медаља Народног музеја у Београду”. у Обреновићи у музејским и другим збиркама Србије и Европе. 3 / [уредници Александар Марушић, Ана Боловић] (PDF). Горњи Милановац: Музеј рудничко-таковског краја, (Београд : Службени гласник). стр. 107—127.  220541708
- Маричић, Душанка (2014). „Династија Обреновић у збиркама Војног Музеја”. у Обреновићи у музејским и другим збиркама Србије. 2 / [уредници Александар Марушић, Ана Боловић] (PDF). Горњи Милановац: Музеј рудничко-таковског краја, (Београд : Cicero). стр. 9—26.  212125964  15991561
- Маричић, Душанка (2019). Дипломе и повеље XIX и XX века : из збирке Војног музеја. Београд: Медија центар Одбрана, (Београд : Војна штампарија).  277796876
- Марушић, Александар; Боловић, Ана [ур.] (2013). Обреновићи у музејским и другим збиркама Србије. 1 (PDF). Горњи Милановац: Музеј рудничко-таковског краја, (Земун : Biro Graf). ISBN 978-86-82877-53-0.  205803788  203171596
- Марушић, Александар; Боловић, Ана [ур.] (2014). Обреновићи у музејским и другим збиркама Србије. 2 (PDF). Горњи Милановац: Музеј рудничко-таковског краја, (Београд : Cicero). ISBN 978-86-82877-56-1.  212125964  15991561
- Марушић, Александар (2014). „Обреновићи у збиркама Музеја рудничко-таковског краја”. у Обреновићи у музејским и другим збиркама Србије. 2 / [уредници Александар Марушић, Ана Боловић] (PDF). Горњи Милановац: Музеј рудничко-таковског краја, (Београд : Cicero). стр. 251—305.  212125964  15991561
- Марушић, Александар; Боловић, Ана [ур.] (2015). Обреновићи у музејским и другим збиркама Србије и Европе. 3 (PDF). Горњи Милановац: Музеј рудничко-таковског краја, (Београд : Службени гласник). ISBN 978-86-82877-65-3.  220541708
- Марушић, Александар; Боловић, Ана [ур.] (2017). Обреновићи у музејским и другим збиркама Србије и Европе. 4 (PDF). Горњи Милановац: Музеј рудничко-таковског краја, (Горњи Милановац : Lenex).  230622220
- Марушић, Александар; Ранковић, Ана [ур.] (2018). Обреновићи у музејским и другим збиркама Србије и Европе. 5 (PDF). Горњи Милановац: Музеј рудничко-таковског краја, (Горњи Милановац : Codex print).  267118092  2049832320
- Марушић, Александар; Ранковић, Ана [ур.] (2020). Обреновићи у музејским и другим збиркама Србије и Европе. 6 (PDF). Горњи Милановац: Музеј рудничко-таковског краја, (Горњи Милановац : Codex print).  283433740
- Миливојевић, Станојка (2016). Благо из депоа Народног музеја : поводом 70 година рада : 1946-2016 (PDF). Ужице: Народни музеј "Ужице", (Ужице : Графичар). Архивирано из оригинала (PDF) 19. 05. 2021. г. Приступљено 19. 05. 2021.  223436044
- Народна енциклопедија српско-хрватско-словеначка. Књ. 4, С - Ш (PDF). Загреб: Библиографски завод, (Загреб : Заклада Тискаре Народних новина). 1929.  50676231  48381447
- Николић, Десанка (1971). Наша одликовања до 1941 : из колекције Војног музеја у Београду. Београд: Војни музеј, (Београд : Просвета).  108440839
- Николић, Ненад; Ацовић, Драгомир (2003). Српска круна : симбол државе и цркве = The Serbian Crown : a symbol of state and church. Београд: Теос,  (Београд : Теос).  108450828
- Обрадовић, Мирјана (2015). Одликовања из легата историјског архива Београда : каталог изложбе / [аутор изложбе Мирјана Обрадовић ; фотографије одликовања Драган Танасијевић, Зорица Нетај] (PDF). Београд: Историјски архив, (Београд : Zlamen). ISBN 978-86-80481-35-7.  217623564
- Павловић, Лепа (2017). „Обреновићи у фондовима Међуопштинског историјског архива за град Чачак и општине Горњи Милановац и Лучани”. уОбреновићи у музејским и другим збиркама Србије и Европе. 4 / [уредници Александар Марушић, Ана Боловић] (PDF). Горњи Милановац: Музеј рудничко-таковског краја, (Горњи Милановац : Lenex). стр. 207—276.  230622220
- Пилетић, Милана (1987). Одликовања југословенских народа XIX и прве половине XX века (до 1941) из збирке Војног музеја у Београду. Београд: Војни музеј, (Београд : БИГЗ).  61075724
- Плавшић, Никола; Стаменковић, Весна; Милошевић, Слађана (2015). „Обреновићи у збиркама Музеја Крајине у Неготину”. у Обреновићи у музејским и другим збиркама Србије и Европе. 3 / [уредници Александар Марушић, Ана Боловић] (PDF). Горњи Милановац: Музеј рудничко-таковског краја, (Београд : Службени гласник). стр. 219—251. ISBN 978-86-82877-65-3.  220541708
- Поповић, Ирена; Марушић, Александар (2008). Ђенерал Божидар П. Терзић : 1867-1939 : каталог изложбе (PDF). Горњи Милановац: Музеј рудничко-таковског краја, (Горњи Милановац : CODEX print).  147827724
- Prister, Boris (1984). Odlikovanja, Katalog muzejskih zbirki XXI. Zagreb: Povijesni muzej Hrvatske.  2397536
- Prister, Boris (2000). Odlikovanja iz zbirke dr. Veljka Malinara: Odlikovanja Crne Gore, Srbije, Kraljevine SHS (Kraljevine Jugoslavije) i Socijalističke Jugoslavije. Dio 3. Zagreb: Hrvatski povijesni muzej.
- Romanoff, Dimitri (1996). The Orders, Medals and History of the Kingdoms of Serbia and Yugoslavia (на језику: енглески). Balkan Heritage.
- Самарџић, Драгана [прир.] (1990). Дарови Војном музеју : каталог изложбе / [концепција каталога, изложбе и редакција Драгана Самарџић]. Београд: Војни музеј, (Београд : БИГЗ).  13666818
- Тимотијевић, Мирослав (2012). Таковски устанак - српске Цвети : о јавном заједничком сећању и заборављању у симболичној политици званичне репрезентативне културе. Београд: Историјски музеј Србије : Филозофски факултет, (Београд : Типографик плус).  190839564
- Тодоровић, Нада (1964). Југословенске и иностране медаље. Београд: Народни музеј, (Београд : Привредни преглед).  512253592
- Топаловић, Бојана; Бановић, Мирослав (2014). „Заоставштина Обреновића у Народном музеју Крагујевац”. у Обреновићи у музејским и другим збиркама Србије. 2 / [уредници Александар Марушић, Ана Боловић] (PDF). Горњи Милановац: Музеј рудничко-таковског краја, (Београд : Cicero). стр. 47—132.  212125964  15991561
- Трајков, Јасмина; Грбовић, Душко (2013). „Династија Обреновић у збиркама Завичајног музеја у Јагодини”. у Обреновићи у музејским и другим збиркама Србије. 1 / [уредници Александар Марушић, Ана Боловић] (PDF). Горњи Милановац: Музеј рудничко-таковског краја, (Земун : Biro Graf). стр. 267—284.  212125964  15991561
- Филиповић, Мирјана; Поповић, Марко (1979). Ордење и медаље Србије и Црне Горе : збирка Марка Поповића. Београд: Музеј града Београда, Манакова кућа, (Београд : Радиша Тимотић).  1024156593  36025863
- Христић, Коста Н. (1937). Записи старог Београђанина (PDF). Београд: Француско-српска књижара А. М. Поповића, (Београд : Белетра). Архивирано из оригинала 27. 09. 2015. г. Приступљено 18. 10. 2022.  197497100
- Car, Pavel; Muhić, Tomislav (2009). Odlikovanja Srbije i Jugoslavije : od 1859. do 1941. Wien: Militaria.  430956
- Цветковић, Снежана (2013). „Обреновићи и Смедерево: летњи двор и оставштина у градском музеју”. у Обреновићи у музејским и другим збиркама Србије. 1 / [уредници Александар Марушић, Ана Боловић] (PDF). Горњи Милановац: Музеј рудничко-таковског краја, (Земун : Biro Graf). стр. 247—266.  212125964  15991561
- Шематизам одликованих лица у Краљевини Србији : од 1865 до краја 1894. год. Kњ. 1. Београд: Канцеларија краљевских ордена, (Београд : Државна штампарија Краљевине Србије). 1895.  33976335  1024866947
- Шематизам одликованих лица нашим и страним орденима у Краљевини Србији : од 1895 до краја 1899. год. Књ. 2. Београд: Канцеларија Краљевских ордена, (Београд : Државна штампарија Краљевине Србије). 1900.  190000140

### Часописи и зборници
- Блануша, Евгенија Н. (2012). „Грађански портрети у литографијама Анастаса Јовановића : из збирке Кабинета графике Народног музеја у Београду” (PDF). Зборник Народног музеја. Историја уметности. Београд: Народни музеј. XX (2): 251—272.  195186956  5042447
- Богдановић, Бранко (1984). „Наоружање војске у Првом српском устанку 1804—1813. године” (PDF). Зборник Историјског музеја Србије. Београд: Историјски музеј Србије, (Београд : Космос). 21: 43—114.  4667138
- Богдановић, Бранко (2000). „Артиљерија у српској устаничкој војсци 1808-1813. године”. Историјски часопис. Београд: Историјски институт САНУ, (Београд : Чигоја штампа). XLV-XLVI (1998-1999): 95—129.  172505351  89710092  3687170
- Богдановић, Бранко (2016). „Артиљерија у Првом српском устанку” (PDF). Весник. Београд: Војни музеј, Београд (43): 69—107.  225019404  41168903
- Боловић, Ана (2009). „Ризница манастира Враћевшнице” (PDF). Зборник радова музеја рудничко-таковског краја Горњи Милановац. Горњи Милановац: Музеј рудничко-таковског краја (5): 29—91.  174599431
- Борозан, Игор Б. (2012). „Политичка употреба слике: династичка конкордија Обреновићи-Петровићи” (PDF). Зборник Народног музеја. Историја уметности. Београд: Народни музеј. XX (2): 219—250.  195186188  5042447
- Вељковић, Сања К. (2011). „Визуелна култура у српско-турским ратовима од 1876. до 1878. године = Visual Culture in Serbian-Turkish Wars 1876-1878.” (PDF). Весник. Београд: Војни музеј, Београд (38): 229—242. ISSN 0067-5660.  185326604  41168903
- Gerić, Lazar (1996). „Georg Adam Šajd : izrađivač srpskih odlikovanja” (PDF). Dinar : numizmatički časopis. Beograd: Srpsko numizmatičko društvo (1): 25—26.  66160140  66160140
- Gerić, Lazar (1997). „Orden Takovskog krsta” (PDF). Dinar : numizmatički časopis. Beograd: Srpsko numizmatičko društvo (6): 35—37.  66160140  66160140
- Грбовић, Душко (2006). „Стеван Маленовић - носилац ордена Таковског крста II степена” (PDF). Зборник радова музеја рудничко-таковског краја Горњи Милановац. Горњи Милановац: Музеј рудничко-таковског краја (3—4): 115—124.  174599431
- Дебељковић, Бранибор (2003). „Стара факта и нове чињенице о Анастасу Јовановићу” (PDF). Зборник Историјског музеја Србије. Београд: Историјски музеј Србије, (Бијело Поље : Пегаз) (31): 281—294.  117046284
- „Закон о орденима и медаљама” (PDF). Dinar : numizmatički časopis. Beograd: Srpsko numizmatičko društvo (8): 44—46. 1998.  66160140  66160140
- Јанц, Загорка (1969). „Изложба „Нацрти Анастаса Јовановића за предмете примењене уметности””. Зборник / Музеј примењене уметности. Београд: Музеј примењене уметности (13): 156—158. ISSN 0522-8328.  16567042
- Јовановић, Владимир (2007). „Избрисана сећања : уништавање и ретуширање слика о несталој династији Обреновића” (PDF). Годишњак за друштвену историју. Београд: Удружење за друштвену историју. XIV (1—3): 31—46.  153482508  102349831
- Кривошејев, Владимир (1998). „Од ког је топа изливен Таковски крст из 1865. : прилог изучавању артиљерије у Другом српском устанку” (PDF). Зборник Историјског музеја Србије. Београд: Историјски музеј Србије, (Београд : Pangraf) (29—30 (1995—96)): 127—149.  63016194  131607815
- Кривошејев, Владимир (2001). „Артиљерија таковског устанка” (PDF). Зборник радова музеја рудничко-таковског краја Горњи Милановац. Горњи Милановац: Музеј рудничко-таковског краја (1): 87—98.  174599431
- Malinar, Veljko (1985). „Orden Takovskog krsta”. Numizmatičke vijesti. Zagreb: Hrvatsko numizmatičko društvo (39): 63—76.  103662599
- Марић Јеринић, Марија; Мухић, Томислав (2008). „Одличја архимандрита Нићифора Дучића : Реконструкција завештања” (PDF). Нумизматичар. Београд: Народни музеј : Српско нумизматичко друштво (26/27/2003-2004): 421—452.  154624524  15954690
- Марић Јеринић, Марија (2012). „Сва одликовања Миленка Веснића” (PDF). Нумизматичар. Београд: Народни музеј : Српско нумизматичко друштво (30): 265—307.  195635468  1025280653  15954690
- Марић Јеринић, Марија (2013). „Госпођа Веснић и њена одликовања у Народном музеју” (PDF). Нумизматичар. Београд: Народни музеј : Српско нумизматичко друштво (31): 293—302.  203453708  15954690
- Марић Јеринић, Марија (2014). „Одличја ђенерала Јована Мишковића” (PDF). Нумизматичар. Београд: Народни музеј : Српско нумизматичко друштво (32): 193—227.  212016652  15954690
- Маричић, Душанка (2005). „Заоставштина војводе Степе Степановића у Војном музеју у Београду” (PDF). Зборник радова Народног музеја. Чачак: Народни музеј. XXXV: 153—160.  141825804  8293890  195267852
- Maričić, Dušanka; Stevović, Ljubomir (2006). „Takovski krst s lentom đenerala Jovana Beli-Markovića” (PDF). Dinar : numizmatički časopis. Beograd: Srpsko numizmatičko društvo (27): 53—55. ISSN 1450-5185.  66160140  66160140
- Маричић, Душанка И.; Стевовић, Љубомир С. (2012). „Одликовања поводом педесетогодишњице Другог српског устанка 1815-1865. = Medals of 50. aniversary from Second Serbian insurrection 1815-1865.” (PDF). Весник. Београд: Војни музеј, Београд. LVIII (39): 185—190.  192220684  41168903
- Marković, Miladin (2005). „Đeneral Kraljevine Srbije Milovan Pavlović (1842 — 1903)”. Orden : faleristički časopis Srpskog numizmatičkog društva Beograd. Beograd: [Srpsko numizmatičko društvo], (Beograd : Pangraf) (5): 66—68.  112253196
- Мишић, Биљана (2005). „Ефемерни спектакл - проглашење Краљевине Србије 1882” (PDF). Наслеђе. Београд: Завод за заштиту споменика културе града Београда (VI): 85—106. ISSN 1450-605X.  165683212  162095623
- Muhić, Tomislav (2005). „Christian Friedrich Rothe i radionica C. F. Rothe & Neffe”. Orden : faleristički časopis Srpskog numizmatičkog društva Beograd. Beograd: [Srpsko numizmatičko društvo], (Beograd : Pangraf) (5): 25—27.  112253196
- Nikolić, Desanka (1966). „Odlikovanja vojvode Živojina Mišića u Vojnom muzeju” (PDF). Vesnik. Vojni muzej. Beograd: Vojni muzej Jugoslovenske narodne armije, (Beograd : Vojno štamparsko preduzeće) (11—12): 265—284.  41168903  153077511
- „Објава српскога рата против Турске”. Орао : велики илустровани календар : за просту годину 1877 која има 365 дана. У Новом Саду: издаје Стеван В. Поповић: 9—18. 1877. ISSN 1451-4567.  47055367
- Радовановић, Бориша (2001). „Установљење ордена Таковски крст и његови носиоци из 1865. године” (PDF). Зборник радова музеја рудничко-таковског краја Горњи Милановац. Горњи Милановац: Музеј рудничко-таковског краја (1): 99—106.  226467335  174599431
- Радојчић, Милорад (2006). „Генерал Божидар П. Терзић” (PDF). Зборник радова музеја рудничко-таковског краја Горњи Милановац. Горњи Милановац: Музеј рудничко-таковског краја (3—4): 125—141.  174599431
- Рамадански, Рашко (2014). „Одликовања Стевана Сремца из збирке Завичајне фондације у Сенти” (PDF). Нумизматичар. Београд: Народни музеј : Српско нумизматичко друштво (32): 229—241.  212017164  15954690
- Ранковић, Живојин (1939). „Југословенска одликовања”. Београдске општинске новине : часопис за комунално-социјални, привредни и културни живот Београда. Београд: [Општина Београдска]. LVII (6—7 : Јуни — Јули 1939 године): 329—338.  22061324
- Станојевић, Љиљана (1998). „Синопсис изложбе: Династија Обреновића - из заоставштине” (PDF). Зборник Историјског музеја Србије. Београд: Историјски музеј Србије, (Београд : Pangraf) (29—30 (1995—96)): 299—384.  131607815
- Stevović, Ljubomir S. (2005). „Pedesetogodišnjica Drugog srpskog ustanka i Takovski krst kneza Mihaila”. Orden : faleristički časopis Srpskog numizmatičkog društva Beograd. Beograd: [Srpsko numizmatičko društvo], (Beograd : Pangraf) (5): 8—18.  112253196
- Стевовић, Љубомир С.; Кнежевић, Коста Ђ. (2013). „Српске ратне споменице 1878—1918.” (PDF). Весник. Београд: Војни музеј, Београд (40): 109—132.  41168903
- Стевовић, Љубомир (2017). „Руски орден Светог апостола Андреје Првозваног с мачевима краља Петра I Карађорђевића” (PDF). Весник. Београд: Војни музеј, Београд (44): 177—187.  239872780  41168903
- Стевовић, Љубомир (2017). „Из историје Таковског крста 1865-1878.”. Весник. Београд: Војни музеј, Београд (44): 189—205.  239874572  41168903
- Столица, Радомир (1985). „Бечки медаљери и њихове радионице у реализацији идејних нацрта за српска и црногорска одликовања XIX и почетка XX века”. Свеске. Београд: Друштво историчара уметности СР Србије, (Београд : "Радиша Тимотић"). VIII (16): 32—38. ISSN 0350-3348.  36025100  7779330
- Stolica, Radomir (2003). „Medalja za revnosnu službu : ili najstarija srpska odlikovanja dodeljivana pripadnicima vojske i licima građanskog i duhovnog reda”. Orden : faleristički časopis Srpskog numizmatičkog društva Beograd. Beograd: [Srpsko numizmatičko društvo], (Beograd : Pangraf) (3): 24—27.  112253196
- Timotijević, Miroslav (1988). „Efemerni spektakl za vreme vladavine kneza Miloša i Mihajla Obrenovića”. Peristil : zbornik radova za povijest umjetnosti. Zagreb: Društvo povjesničara umjetnosti SR Hrvatske. 31—32 (1): 305—312. Архивирано из оригинала 24. 06. 2021. г. Приступљено 20. 06. 2021.  516469143  21282
- Тимотијевић, Мирослав (2008). „Јубилеј као колективна репрезентација: Прослава 50-годишњице Таковског устанка у Топчидеру 1865. године” (PDF). Наслеђе. Београд: Завод за заштиту споменика културе града Београда (IX): 9—49. ISSN 1450-605X.  170930700  162095623
- Тимотијевић, Милош (2018). „"Вазда" верни поданици : списак особа које су добиле орден на рођендан Краљице Драге Обреновић 11. септембра 1901. године” (PDF). Зборник радова Народног музеја. Чачак: Народни музеј. XLVIII: 45—54.  266194188  8293890  195267852
- T.N.Đ (2004). „Džekson se kiti srpskim ordenom” (PDF). Dinar : numizmatički časopis. Beograd: Srpsko numizmatičko društvo (22): 81.  66160140  66160140
- Хан, Вера (1968). „Значај Анастаса Јовановића за развој примењене уметности XIX века”. Зборник / Музеј примењене уметности. Београд: Музеј примењене уметности (12): 29—64. ISSN 0522-8328.  16567042
- Homen, Slobodan (2006). „Srpske plakete i stone medalje I” (PDF). Dinar : numizmatički časopis. Beograd: Srpsko numizmatičko društvo (26): 65—66. ISSN 1450-5185.  66160140  66160140